# Schneekranich

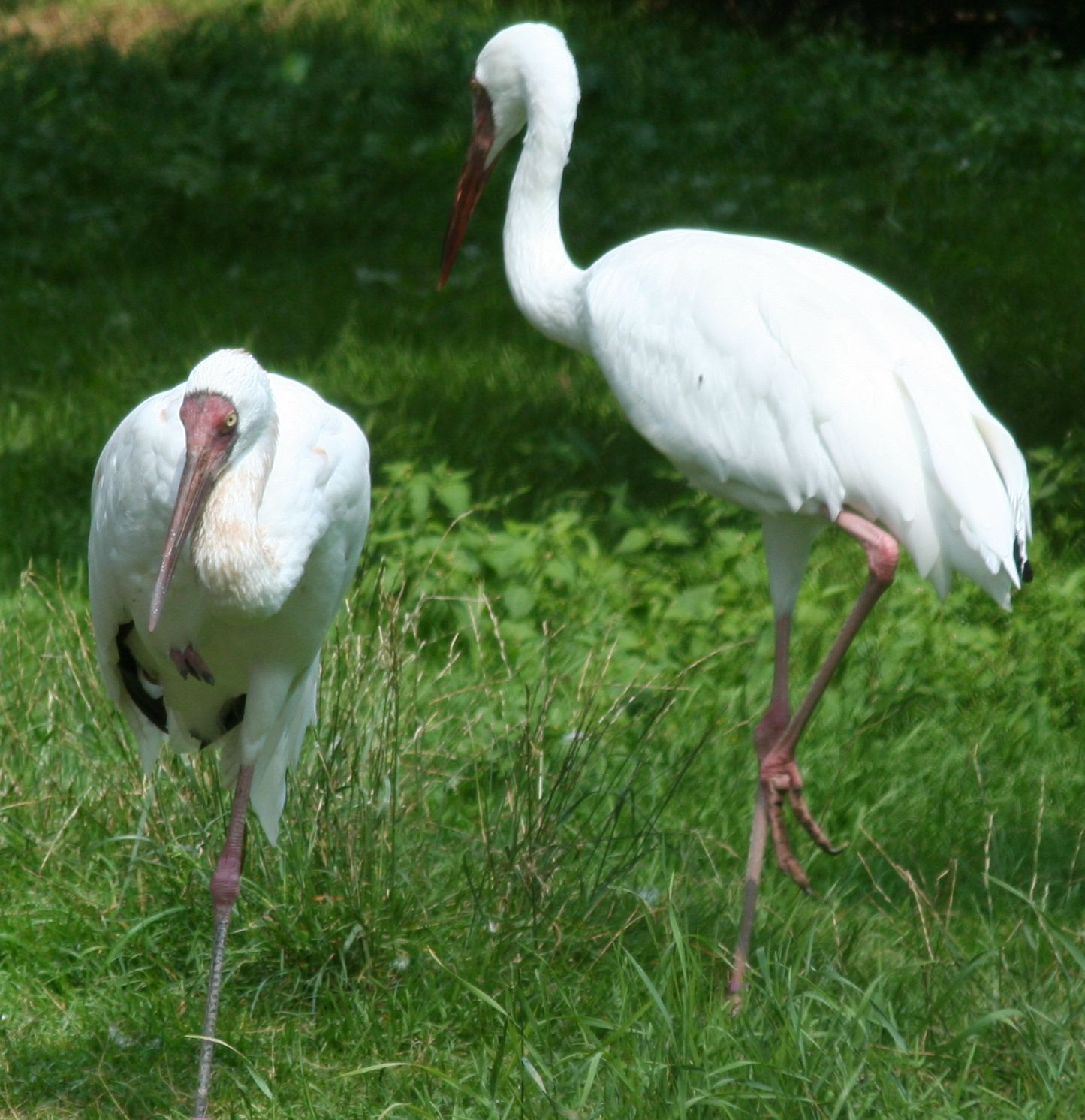
Schneekraniche im Weltvogelpark Walsrode

Der Schneekranich (Leucogeranus leucogeranus, Syn.: Grus leucogeranus), auch Nonnenkranich oder Sibirischer Kranich, ist eine seltene Vogelart aus der Familie der Kraniche. Wegen seines überwiegend weißen Federkleides, das er nur mit drei anderen rezenten Kranicharten gemeinsam hat, wird er auch Schneekranich genannt. Er lebt während der Brutzeit paarweise und auf dem Zug in Familienverbänden von drei oder kleinen Trupps von fünf bis sieben Vögeln.
Der Schneekranich gilt unter den Kranichen als die aquatischste Form und ist während seines gesamten Lebenszyklus auf Feuchtgebiete angewiesen. Schneekraniche leiden sowohl in ihren Brut- als auch ihren Überwinterungsgebieten unter der Zerstörung ihres Lebensraumes. Sie haben unter allen Kranichen den längsten Wanderweg und eine der längsten bekannten Zugrouten von Vögeln, die nicht die Ozeane überqueren. Da der Schneekranich auf seinen verbliebenen drei Zugrouten bejagt wird, gilt er als sehr gefährdet.

## Merkmale

### Adulter Vogel
Der 140 cm lange Schneekranich wird 6 kg schwer, wobei das Männchen etwas größer als das Weibchen ist. Ansonsten besteht kein Geschlechtsdimorphismus.
Der Schneekranich ist ein Vogel mit überwiegend weißem Gefieder. Der nackte Hautbezirk auf Stirn, Scheitel und Kopfseiten ist leuchtend rot und mit spärlichen dunklen und weißen haarförmigen Borsten bedeckt. Die Handschwingen sind glänzend schwarz, was nur sichtbar ist, wenn der Kranich seine Flügel ausbreitet. Bei wildlebenden Vögeln ist der hintere Teil des Halses und der Schulterbereich häufig durch Eisenoxid verfärbt und sieht dann rötlich oder grau aus.
Die Iris ist gelb bis weißlich. Die Beine sind rosarot mit schwarzen Schilden auf der Vorderseite des Laufs. Während der Fortpflanzungszeit ist dieser Rotton greller. Der Schnabel ist leicht nach unten gebogen. Der Schnabel ist im Vergleich zu den meisten anderen Kranichen länger und schwerer, was vermutlich eine Anpassung an die Nahrungssuche im tieferen Wasser ist. Er ist außerdem leicht gekrümmt und an der Spitze gezähnt, damit der Kranich seine Nahrung besser fassen kann.

### Jungvogel
Frisch geschlüpfte Dunenjunge weisen kurze, dichte Dunen auf der Körperoberseite auf, die intensiv rötlich kastanienbraun sind. Die Körperunterseite ist heller mit einer eher gelblichen Tönung. Das zweite Dunenkleid, das Dunenjunge ab der zweiten bis dritten Lebenswoche tragen, ist weniger intensiv und weist rötlich graue Töne besonders an Hals und Bauch auf. Die Iris dist dunkelbraun, der Schnabel ist zunächst rosa-fleischfarben und dunkelt dann nach. Die anfangs hellgrünlichen Beine dunkeln ebenfalls nach. Das erste Jugendkleid tragen sie ab einem Alter von sieben bis acht Wochen.
Das Gefieder des Jungvogels ist am Kopf und Nacken rostbraun, ansonsten hellbraun und grau gefärbt. Die Farbverteilung ist individuell stark variabel, die Iris ist trübblau und die Beine rotbraun. Im ersten Frühjahrskleid sind der Kopf, der Hals und die Körperoberseite bereits weiß mit einem mehr oder weniger großen Anteil rostroter Federn. Die Körperunterseite ist bereits rein-weiß. Im zweiten Herbst-Winter-Kleid weist das Gefieder nur noch einzelne roströtliche Federn auf. Hand- und Armschwingen sind erst im dritten Lebensjahr so gefiedert wie dies für adulte Vögel charakteristisch ist.

### Stimme
Die Luftröhre ist im Gegensatz zu den meisten ziehenden Kranichen einfach gebaut und nur leicht gekrümmt. Dieses Merkmal teilt er unter anderem mit dem afrikanischen Klunkerkranich. Schneekraniche sind sehr ruffreudig und verfügen über den längsten Doppelruf bei den Kranichen. Dieses auch als unisone Duett bezeichnete gemeinsame Rufen der beiden Partnervögel wird meist vom Männchen eingeleitet. Das Männchen verbeugt sich und stößt dabei ein nasales Jaah! aus. Dann entfaltet es seine Flügel und ruft gemeinsam mit dem Weibchen im Duett Tuudel-luu, tuudel-luu, tuudel-luu. Es steht während des Duetts entweder parallel neben dem Männchen oder ihm gegenüber. Das Weibchen, das eine etwas höhere Stimme hat, ruft dabei tuudel und die Rufe sind zwischen Paaren so synchronisiert, dass sie wie der Ruf eines einzigen Vogels klingen. Während der Zeit des Zuges rufen sie ein helles, glockenklares tuut-tuut-tuut. Das unisone Duett spielt eine große Rolle im Verhaltensrepertoire der Schneekraniche und dient unter anderem der Reviermarkierung. Schneekraniche führen dieses Duett in verschiedenen Situationen und zu verschiedenen Jahreszeiten aus.

### Fortbewegung und Verhalten
Der Flug des Schneekranichs ist wie bei anderen Kranicharten ruhig und geradlinig mit kräftig ausladenden Flügelschlägen. Vor dem Landen geht der Schneekranich in einen Gleitflug über. Zum Auffliegen muss er zunächst einen kleinen Anlauf nehmen.
Der Schneekranich gilt als einer der am stärksten territorialen und aggressivsten Kranicharten. In seinem Verhaltensrepertoire spielen Aggressionsdemonstrationen daher eine bedeutende Rolle. Das unisone Duett, das im Stimme Abschnitt beschrieben ist, unterstützt die Territorialität in den Brutgebieten. In den Überwinterungsgebieten geht die Territorialität stark zurück. Drohgebärden sind aber auch hier zu beobachten. Sie dienen der Aufrechterhaltung der Hierarchie in der Gruppe. Zu den Aggressionsgebärden gehört auch ein demonstratives Annähern zu einem Rivalen. Dabei ist der Hals gestreckt und der Schnabel gegen den Hals gepresst. Beim Gehen hebt der Vogel das Bein vor dem folgenden Schritt weit aus dem Wasser. Bei einem sehr hohen Grad an Aggressivität zeigen Schneekraniche dieselben einleitenden Gebärden wie beim unisonen Duett. Statt zu rufen, legen sie aber die Schnabelspitzen auf den Rücken, breiten die Flügel aus und lassen ein rollendes Knurren hören, das nur einige Meter weit vernehmbar ist.

## Verbreitung, Wanderung und Lebensraum

Zugrouten des Schneekranichs, bedeutsam ist nur noch die östliche Population

Kraniche gelten grundsätzlich als Reliktvögel, die einem zunehmenden anthropogenen Druck, egal ob dieser direkt durch Jagd oder indirekt durch Lebensraumvernichtung entsteht, nur sehr schlecht widerstehen können. Dies gilt in besonderem Maße auch für den Schneekranich.
Im Pleistozän waren Schneekraniche noch über den asiatischen Tiefebenen mit ihren großen Marschen und Sümpfen verteilt verbreitet. Im 19. Jahrhundert kamen sie nur noch zerstreut in ihren nördlichen Brutgebieten vor. Die Art ist sehr schwierig zu schützen, da sie weit verbreitet brütet und eine lange Zugroute hat, die durch mehrere Länder führt.
Eine östliche Population brütet im nordöstlichen Sibirien und überwintert am mittleren Jangtse. Hauptüberwinterungsgebiet ist hier der Poyang Hu. Dies ist die Hauptpopulation mit bis zu 3.000 Kranichen. Eine westliche brütet südlich des Obs und östlich des Urals und verbringt den Winter im Iran am Südufer des Kaspischen Meeres. Dabei handelt es sich allerdings nur um etwa zehn Vögel. Die Biotope, die von den beiden Restpopulationen genutzt werden, sind sehr verschieden. Die westliche lebt in sehr nassen Niederungs-Moos-Seggen-Wollgras-Tundren mit einer Vielzahl großer und kleiner Seen. Die östliche Population dagegen besiedelt seenreiche weite Sumpfmassive inmitten der nördlichen Lärchentaige und bevorzugen hier Sphagnum-Abschnitte, die in der Nähe von kleinwüchsigen und oft trockenen Lärchenwäldern liegen.
Mittlere Populationen, die in Westsibirien brüteten, sind mittlerweile vermutlich erloschen. Diese sogenannten zentralsibirischen Populationen überwinterten im indischen Gangesbecken, wo ihnen noch um die Wende vom 19. ins 20. Jahrhundert zahlreiche Teiche und Monsuntümpel geeignete Überwinterungsquartiere boten. Mit zunehmender Bevölkerungsdichte und einer Ausweitung der landwirtschaftlichen Flächen konzentrierten sich die überwinternden Schneekraniche immer mehr in einem rund 30 Quadratkilometer großen Sumpfgebiet, das 60 Kilometer westlich von Agra liegt. Dieses Gebiet ist mittlerweile ein Nationalpark. Der Keoladeo-Nationalpark bot den Vögeln ausreichenden Schutz in ihrer Überwinterungszeit, was sich auch daran zeigte, dass in den Überwinterungsquartieren nur wenige Vögel starben. Die Zugroute dieser Population führte vermutlich über die Wüste Thar, den Punjab und das Indus-Tal in Pakistan. Von dort flogen sie in nordwestlicher Richtung zum Ab-e-estada-See im Tal von Kabul in Ostafghanistan, dann in nördlicher Richtung über den Hindukusch, um dann Zentralasien in nordöstlicher Richtung zu überqueren. Für die Wanderroute, die die Hochlagen des Himalaya und des Karakorum umgeht, brauchten die Vögel etwa zwei Monate. Da die Schneekraniche weder in ihren Brutrevieren noch auf ihrer Zugroute geschützt waren, nahm ihre Zahl dramatisch ab. 1964 überwinterten noch 200 Schneekraniche in dem Nationalpark. Knapp 10 Jahre später waren es nur noch 76 Schneekraniche. 2002 wurde im Keoladeo-Nationalpark zum letzten Mal ein Schneekranich gesichtet. Damit sind vermutlich die zentralsibirischen Populationen erloschen.

## Nahrung
Der Schneekranich ist ein Allesfresser, zu dessen Nahrung unter anderem Wurzelknollen, Nagetiere, Fische und Insekten gehören. Tierisches Eiweiß spielt nur eine untergeordnete Rolle. Mit Ausnahme des zeitigen Frühjahrs lebt der Schneekranich fast ausschließlich vegetarisch. Sowohl während der Brutzeit als auch in seinen Überwinterungsquartieren sucht er seine Nahrung ausschließlich in Feuchtgebieten und nur äußerst selten auch in terrestrischen Lebensräumen. Dieses Merkmal hat er nur mit dem afrikanischen Klunker- und dem nordamerikanischen Schreikranich gemeinsam. Zur bevorzugten Nahrung des Schneekranichs gehören Wurzelknollen, die sie bis zu einer Wassertiefe von 60 Zentimetern mit ihren langen Schnäbeln ausgraben. Haben sie Knollen aus dem Wasser heraufgeholt, spülen Schneekraniche den Schlamm mit einem seitlichen Schlenker des Schnabels ab. Sie bevorzugen freies Gelände mit ungehinderter Sicht und verteidigen auch in den Winterquartieren ihre Futterreviere, die sie erst aufgeben, wenn der Winter zu Ende geht und der Zug unmittelbar bevorsteht. Dann beginnen sie in Gruppen nach Nahrung zu suchen.

## Fortpflanzung

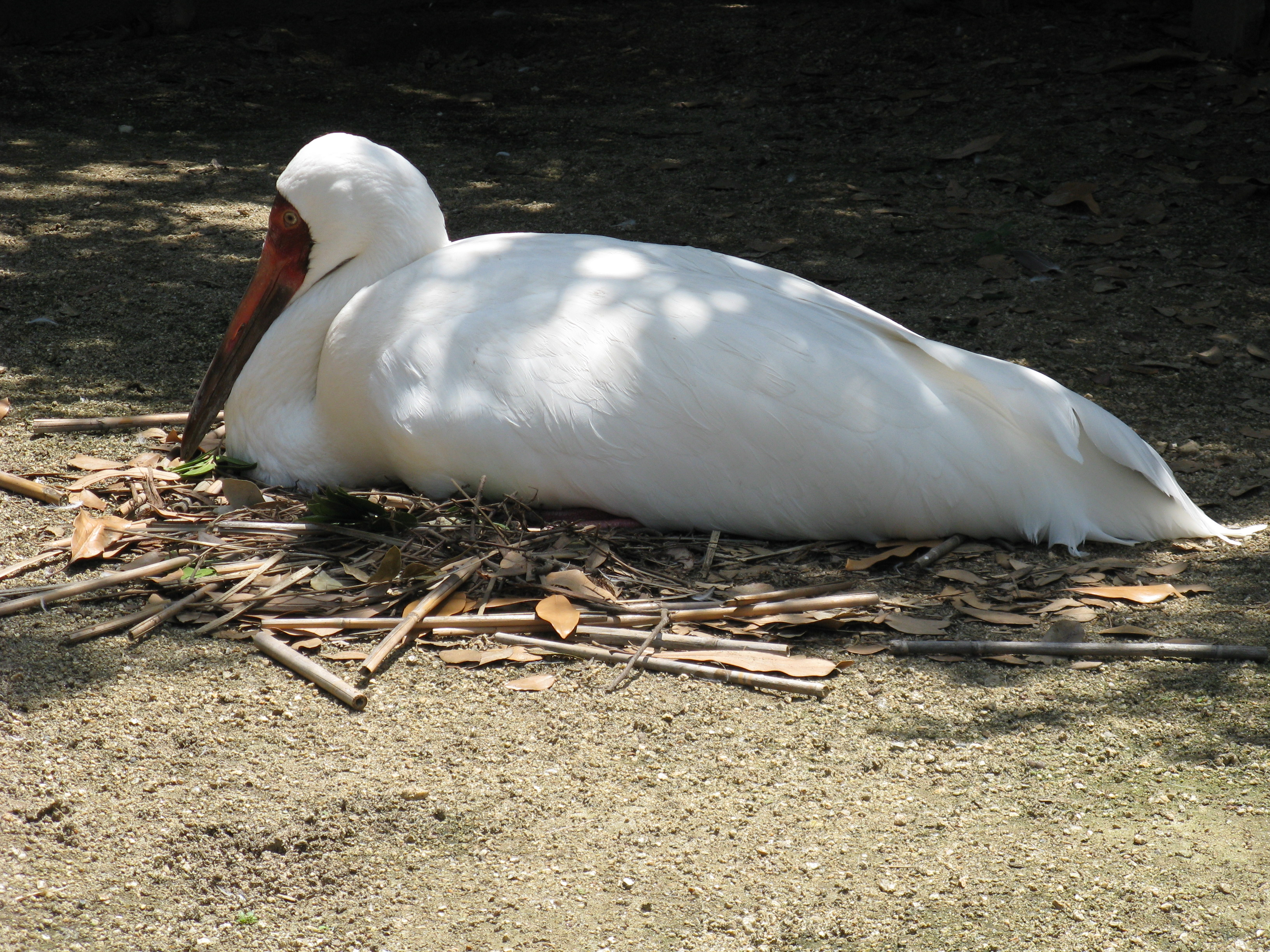
Schneekranich im Zoo von Osaka

Der Schneekranich erreicht seine Geschlechtsreife offenbar erst im Alter von sechs bis sieben Jahren. Es handelt sich um monogame Vögel, die eine über mehrere Fortpflanzungsperioden bestehende Paarbeziehung eingehen.
Die westliche Restpopulation trifft an ihren Brutplätzen ein, wenn die Tundra fast noch ganz von Schnee bedeckt ist und nur Südhänge und Steifufer der Flüsse erste schneefreie Stellen aufweisen. Sie sind streng territorial und verteidigen ihre Nestreviere entschieden. Im Westen beträgt der Mindestabstand zwischen den Nestern 2,5 Kilometer, allerdings bleiben zahlreiche geeignete Brutplätze unbesetzt. Im Osten des Verbreitungsgebietes ist der Mindestabstand zwischen den Nestern etwas geringer und beträgt 1,5 Kilometer.
Die Nester werden über mehrere Jahre genutzt. Die Nestbasis ist eine festgestampfte ebene Plattform, die von Wasser umgeben ist. Die Aufpolsterung besteht aus trockenen vorjährigen Stängeln und Zweigen von Seggen sowie grünem Pflanzenmaterial. Das verbaute Pflanzenmaterial stammt aus der unmittelbaren Umgebung, so dass mehrjährige Nester von einer freien Wasserfläche von fünf bis 10 Meter Durchmesser umgeben sind.
Der Zeitpunkt der Eiablage ist abhängig von der geographischen Verbreitung. Er beginnt in den letzten Maitagen und zieht sich bis Mitte Juni hin. Weiter im Süden lebende Schneekraniche sind die frühesten, die mit der Eiablage beginnen. Das Vollgelege besteht aus zwei Eiern. Unter allen Kranicharten haben Schneekraniche gemeinsam mit den Schwarzhalskranichen des tibetischen Hochlandes die dunkelsten Eier. Dies gilt als eine Anpassung an das Klima in ihrem Brutgebiet. Subtropische Kranicharten haben weiße Eier, da die weiße Schale die Sonnenhitze besser reguliert. Es brütet vorzugsweise das Weibchen, das Männchen löst es gewöhnlich für kurze Zeit während des Tages ab. Das brütende Weibchen sitzt in der Regel flach auf dem Nest und hält den Kopf niedrig. Nur bei Gefahr reckt es den Kopf hoch. Das Männchen frisst und ruht tagsüber oft weitab vom Nest, hält aber mit dem brütenden Weibchen Stimmkontakt. Während der Nacht hält sich das Männchen dagegen in Nestnähe auf.  Die Brutperiode beträgt 27 bis 28 Tage. Der jeweilige Schlupfvorgang zieht sich über 24 Stunden hin, das zweite Küken schlüpft gewöhnlich anderthalb Tage nach dem ersten Küken. Die beiden Küken zeigen eine sehr hohe Aggression und kämpfen miteinander, bis eines der beiden Küken stirbt. In der Regel überlebt das ältere Küken. Die Aggressivität gegenüber einem Geschwister erlischt erst im Alter von 40 Tagen.
Nach 70–75 Tagen werden die Jungvögel flügge. Die größte Gewichtszunahme weisen Schneekranichküken zwischen dem 10. und 40. Lebenstag auf. Allerdings ist eine Gewichtszunahme noch in der 18. Lebenswoche festzustellen.
Schneekraniche können sehr alt werden. Ein in der Wildnis gefangener weiblicher Schneekranich lebte mehr als 61 Jahre im Zoo von Philadelphia.

## Bestand
Die in China überwinternde Kranichpopulation – das sind 95 % des Gesamtbestandes – sind von den hydrologischen Änderungen, die durch den Bau des Drei-Schluchten-Dammes verursacht wurden, betroffen. Der Bestand von nur mehr 2900 bis 3000 Tieren geht rasch zurück. In Gefangenschaft leben rund 200 Tiere.
Staatenübergreifende Erhaltungsmaßnahmen begannen bereits in den frühen 1970er Jahren. Schutzzonen wurden an verschiedenen Stellen in Russland, Pakistan, China und Indien eingerichtet, die der Schneekranich während seines Zuges nutzt. Die weiten Wanderwege, auf denen Schneekraniche vor allem in Pakistan und Afghanistan illegal bejagt werden, stellen allerdings eine besondere Herausforderung beim Erhalt dieser Art dar.
Schneekraniche werden heute gezielt in Zoos nachgezüchtet. Zu den Zuchtzentren zählen die Gehege der International Crane Foundation in den Vereinigten Staaten, das Oka State Natur Reserve in Russland, der Beijing Zoo in Peking und der Vogelpark Walsrode in Deutschland. In der Haltung gilt der Schneekranich als die potentiell reizbarste Art, was bei seiner Haltung gewisse Vorsichtsmaßnahmen erforderlich macht. Das Aggressionspotential zeigt sich nicht nur gegenüber Pflegern, sondern macht es auch schwierig, geeignete Brutpaare zu bilden. Häufig sind Zoos gezwungen, Schneekraniche einzeln in separaten Gehegen zu halten, damit sie nicht zu Tode kommen. Der erste in Gefangenschaft geborene Schneekranich wurde erst 1980 in den Gehegen der International Crane Foundation gezogen.
Der Schneekranich gilt als so bedroht, dass es einen Global Animal Survival Plan für diese Art gibt. Damit wird versucht, eine weltweite Kooperation in den Erhaltungsbemühungen um den Schneekranich sicherzustellen.

## Systematik
Der Schneekranich wird gewöhnlich der Gattung Grus innerhalb der Familie der Kraniche zugeordnet. Anatomische Merkmale weisen auf eine Verwandtschaft mit dem afrikanischen Klunkerkranich hin. DNA-Untersuchungen zeigen jedoch, dass der Schneekranich sich sehr stark von den anderen Arten der Kranichen unterscheidet und wurde deshalb einer eigenen Gattung zugeordnet.

## Kulturelle Bedeutung

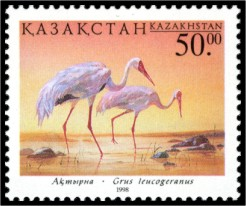
Kasachische Briefmarke

Zu den Völkern, die den Schneekranich besonders verehren, zählen die Jakuten. Die bis ins 11. Jahrhundert praktizierte Stammesordnung gab jedem Stamm einen Vogelnamen. Der Schneekranich war das Symbol aller Jakutenstämme. Zu den beliebtesten Tänzen dieses Turkvolkes gehört der sogenannte Tanz des weißen Kranichs.
Zu den frühesten bekannten Abbildungen des Schneekranichs zählt eine Zeichnung von Mansur (1569–1627), einem Maler am Hofe des Mogulherrschers Jahangir. Die Zeichnung ist ungewöhnlich detailliert und zeigt auch, dass das Rot des Gesichtes auch die Nasenlöcher und die Basis des langen Schnabels einschließt. Die erste wissenschaftliche Beschreibung stammt von dem deutschen Arzt und Naturforscher Peter Simon Pallas, der im 18. Jahrhundert das russische Reich bereiste.

## Belege